# Lepeostegeres centiflorus
Lepeostegeres centiflorus är en tvåhjärtbladig växtart som beskrevs av Van Tiegh.. Lepeostegeres centiflorus ingår i släktet Lepeostegeres och familjen Loranthaceae. Inga underarter finns listade i Catalogue of Life.